# グスタフ・ヘルツ
グスタフ・ルートヴィヒ・ヘルツ（Gustav Ludwig Hertz, 1887年7月22日 - 1975年10月30日）は、ドイツの物理学者。ニールス・ボーアの量子論の原子が離散的なエネルギーを持っていることを検証する実験（フランク＝ヘルツの実験）を行った。ジェイムス・フランクと共に1925年ノーベル物理学賞を受賞した。

## 経歴
ハンブルクに生まれた。ハインリヒ・ヘルツの甥である。ゲッティンゲン大学、ミュンヘン大学、ベルリン大学で学び、1913年にベルリン大学の助手になったが、第一次世界大戦が始まると動員され、負傷した。1917年にベルリンに戻ったが、元の職に戻れず、一般企業の研究所で働いた。
ハレ大学物理学研究所長、ベルリン工科大学物理学研究所長、シャルロッテンブルク工科大学（現ベルリン工科大学）の実験物理学教授になったが、ユダヤ系の家系のため1935年にその職を追われた。戦前、戦中はシーメンスの研究所長に就き、戦後の1945年から1954年までソビエト連邦の研究所で働いた。その後ライプツィヒのカール・マルクス大学（現ライプツィヒ大学）で1961年まで働いた。

## 受賞歴
- 1925年 ノーベル物理学賞
- 1951年 マックス・プランク・メダル、スターリン賞
- 1959年 ヘルムホルツ・メダル